# Sierksdorf
Sierksdorf ist eine amtsangehörige Gemeinde an der Lübecker Bucht der Ostsee im Kreis Ostholstein in Schleswig-Holstein. Der Ort war früher ein Fischerdorf und etablierte sich besonders ab den 1970er Jahren zu einem bedeutenden Seebad.

## Geografie und Verkehr

### Lage/Nachbarorte
Die Nachbarorte von Sierksdorf an der Neustädter Bucht sind im Norden Neustadt in Holstein, im Süden Haffkrug und Scharbeutz und Timmendorfer Strand, ferner westlich liegend Süsel.

### Verkehr
Westlich von Sierksdorf befindet sich der kleine Flugplatz Sierksdorf/Hof Altona. 1928 wurde der letzte Abschnitt der Bahnstrecke Lübeck – Neustadt (Holstein) von Haffkrug nach Neustadt eröffnet. Damit erhielt auch Sierksdorf einen direkten Bahnanschluss. Bereits ab 1866 und bis 1982 war der heutige (seit 1938) Ortsteil Oevelgönne Eisenbahnstation der Bahnstrecke Eutin–Neustadt. Im Haltepunkt Sierksdorf halten heute (2018) stündlich die Züge, die zwischen Lübeck und Puttgarden und/oder Neustadt in Holstein pendeln, sowie in der Sommersaison an Wochenenden Regionalexpress-Züge von Hamburg nach Puttgarden und Intercity-Züge von Köln nach Fehmarn-Burg. Sierksdorf wird von der geplanten festen Fehmarnbeltquerung betroffen sein, da durch den Bau einer anderen Trasse weiter westwärts der alte Haltepunkt nur noch an der Stichstrecke Richtung Neustadt liegen wird. Der saisonale Regional-Express von Hamburg und der Intercity-Verkehr Richtung Köln werden Sierksdorf dann nicht mehr bedienen.

### Gemeindegliederung
Zur Gemeinde Sierksdorf gehören Hof Altona, Stawedder, Wintershagen, Oevelgönne und Roge – sowie die kleineren Siedlungen Mariashagen und Siedenkamp.

## Geschichte
Im Jahre 1361 wurde der Ort als Syrekestorpe erstmals erwähnt und ab 1649 bzw. 1652 änderte sich der Name in Sirckesdorp (1824: Sirkstorf), seit 1841 in Sierksdorf.
Der gesamte heutige Gemeindebezirk gehörte zu den Guts- und Polizeibezirken der adeligen Güter Oevelgönne und Wintershagen. Erst 1874 wurden aus dem Gutsbezirk Oevelgönne die Dorfschaft Roge mit der Pohnsdorfer Mühle und die Dorfschaft Sierksdorf mit Altona, Siedenkamp und Stawedder herausgelöst und bildeten seither je eine eigene Landgemeinde. Daneben bestanden weiter die beiden Gutsbezirke Oevelgönne und Wintershagen. 1889 wurde aus diesen vier kommunalen Einheiten der Amtsbezirk Oevelgönne gebildet.
Im Jahre 1926 baute ein Rechtsanwalt aus Lübeck das erste Sommerhaus auf dem Gelände Kallmorgen. 1929 folgte der Bau einer Sommerresidenz für eine Familie aus Hamburg. 1933 verfügte die Gemeinde über 776 Einwohner, es wurde eine Feuerwehr gegründet. Am 1. April 1938 erfolgte die Eingliederung des Ortes Roge, der 1925 über 156 Einwohner verfügte.
Bis 1954 befand sich neben dem Seehof noch ein Ehrenfriedhof für über hundert Opfer des Untergangs der Cap Arcona, ehe diese zum Ehrenfriedhof für die Toten der Cap-Arcona- und Thielbek-Katastrophe umgebettet wurden. 2010 wurde am Strand von Sierksdorf ein Gedenkstein errichtet. Ende 1949 wurde bekannt, dass der frühere Bürgermeister Detlef Ploen (CDU) auf seiner landwirtschaftlichen Fläche Kohl (Hafer) angebaut habe, obwohl von Mai bis August 1945 mit dessen Kastenschlitten 89 Tote der Cap Arcona auf dem „Drei-Angel-Acker“ beerdigt wurden. Ploen trat daraufhin von seinem Amt zurück.
Früher war Sierksdorf zeitweise bei Künstlern sehr beliebt. So verbrachte von 1951 bis 1973 der expressionistische Maler Karl Schmidt-Rottluff (nach dem die Schmidt-Rottluff-Allee benannt ist) jeden Sommer in Sierksdorf und malte hier.
Ab 1953 erfolgte neben dem Seehof die Bebauung auf einer Fläche von rund zehn Hektar. Ende der 1960er Jahre begann im Zusammenhang mit der  Zonenrandförderung ein Anstieg der Bautätigkeit in der Gemeinde. Ab 1968 wurde der Hotelkomplex Panoramic mit integrierter Schwimmhalle für 150 Millionen DM von der Rüster KG aus Hamburg auf dem Pfingstberg gebaut. Die Hochhäuser umfassen ein zwölfgeschossiges Appartement-Hotel, ein 18-geschossiges Turmhotel und ein neungeschossiges Terrassenhotel mit einer Cafeteria und einem Restaurant für 200 Personen. Später erfolgte die Umwandlung in eine Wohnanlage mit 400 Eigentumswohnungen.
Im Jahre 1970 kam Sierksdorf zum Amt Neustadt-Land.
Ab 1972 wurde nahe dem Badestrand „Am Fahrenkrog“ der Ferienpark Sierksdorf von dem Bauunternehmer Hans Peter Rüster für rund 200 Millionen DM (102,3 Mio. Euro) errichtet und umfasst rund 800 Ferien-Eigentumswohnungen. Daneben entstand durch ihn dann ab 1973 der Freizeitpark „Legoland“. Dieser bestand nur bis Ende 1976 aufgrund der hohen Lizenzgebühren an den Lego-Konzern und der mäßigen Besucherzahlen. Nach dem Konkurs der Rüster-Gruppe und der treuhänderischen Übernahme durch die Kieler Landesbank und mit neuen Investoren wurde am 15. Mai 1977 auf dem Areal der Vergnügungs- und Freizeitpark Hansaland, der heutige Hansa-Park, eröffnet.
Im Jahre 1999 verzeichnete die Gemeinde etwa 210.000 Übernachtungen.
Im Jahre 2005 kam Sierksdorf mit 1566 Einwohnern zum Amt Ostholstein-Mitte. Im Jahre 2013 wurde eine neue Strandpromenade für 1,8 Millionen Euro vor dem Ferienpark errichtet, von denen das Land Schleswig-Holstein rund 1,071 Millionen Euro übernahm.

## Politik

### Gemeindevertretung
Die Wahl 2023 ergab folgendes Ergebnis:
| Gemeindevertretungswahl Sierksdorf 2023 %50403020100 42,7 %30,3 %27,0 % CDUFWVSPDGewinne und Verlusteim Vergleich zu 2018 %p 4 2 0 −2 −4−3,0 %p+3,0 %p± 0,0 %pCDUFWVSPD | Sitzverteilung in der Gemeindevertretung Sierksdorf seit 2023Insgesamt 13 Sitze - SPD: 3 - FWV: 4 - CDU: 6 |

### Wappen
Blasonierung: „In Blau eine goldene, aus acht Ähren bestehende Garbe zwischen einer silbernen fliegenden Möwe oben und einem silbernen Fisch unten.“

## Wirtschaft
Größte Arbeitgeber am Ort sind der Hansa-Park und der Zweckverband Ostholstein (ZVO) (Erdgasversorgung, Wasserversorgung, Abwasserentsorgung,  Abfallwirtschaft). Große wirtschaftliche Bedeutung haben die Urlauber und Touristen und zahlreiche Beschäftigte arbeiten direkt oder indirekt für touristische Einrichtungen und im Servicebereich. Sierksdorf weist zusammen mit Neustadt ein interkommunales Gewerbegebiet mit einer Fläche von 15 Hektar aus, wovon 9,5 Hektar bebaut werden können. Der Gewerbepark befindet sich nahe der Autobahnanschlussstelle zur A 1.

## Sehenswertes
Bekannt ist der Ort durch den Hansa-Park, einen der fünf größten deutschen Vergnügungsparks. Er ging 1977 als Hansaland aus dem ersten Legoland-Park Deutschlands hervor, der von 1973 bis 1976 bestand.
Bis zu einem Brand im November 2018 zeigte das 1991 gegründete private Erste Deutsche Bananenmuseum Beeindruckendes und Banales über die Bananen.

## Bilder

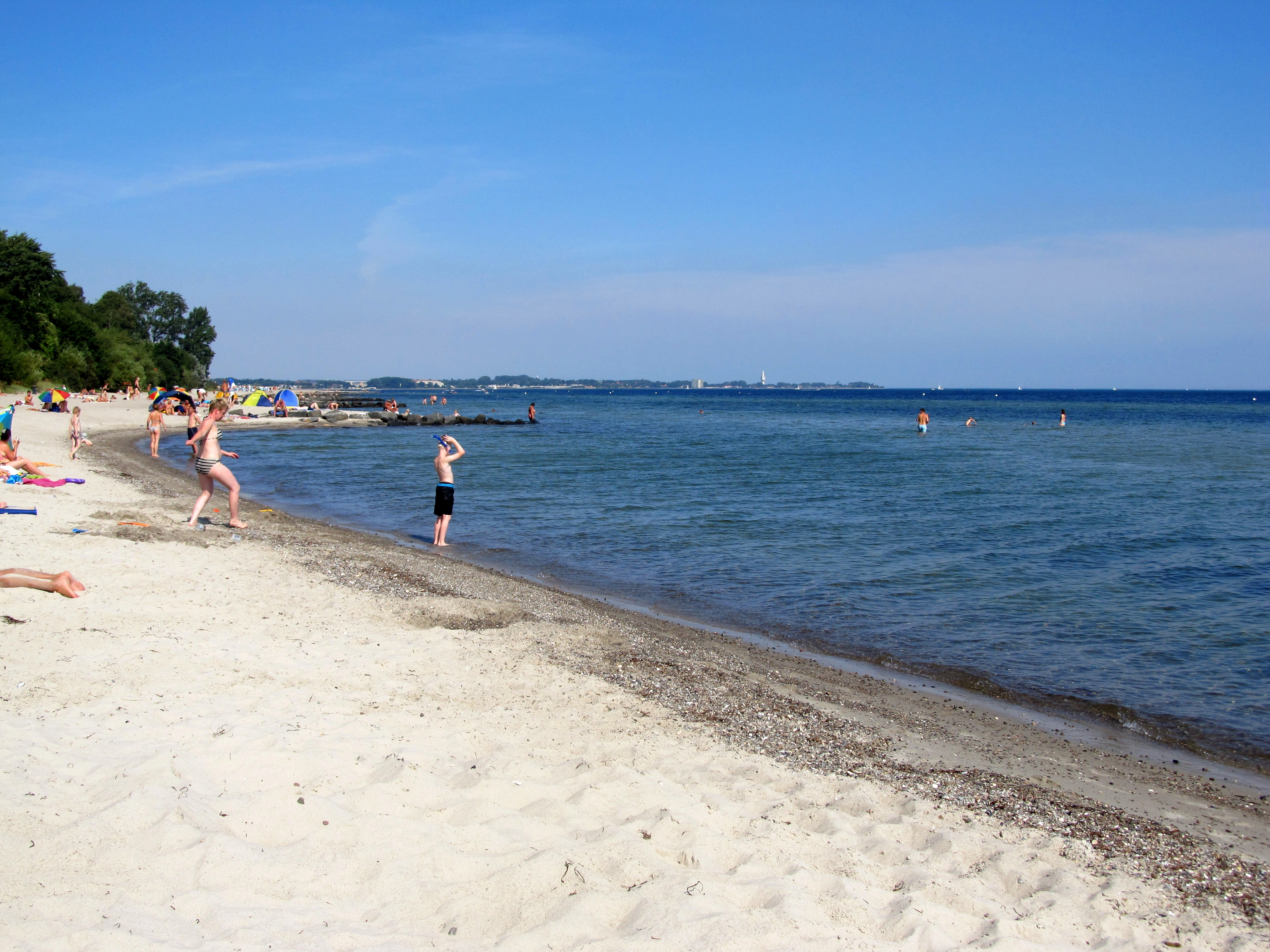
Der Strand von Sierksdorf
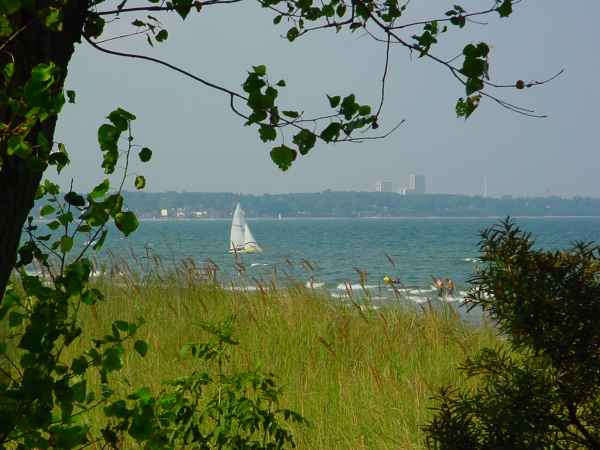
Sierksdorf, über die Neustädter Bucht von Scharbeutz aus gesehen
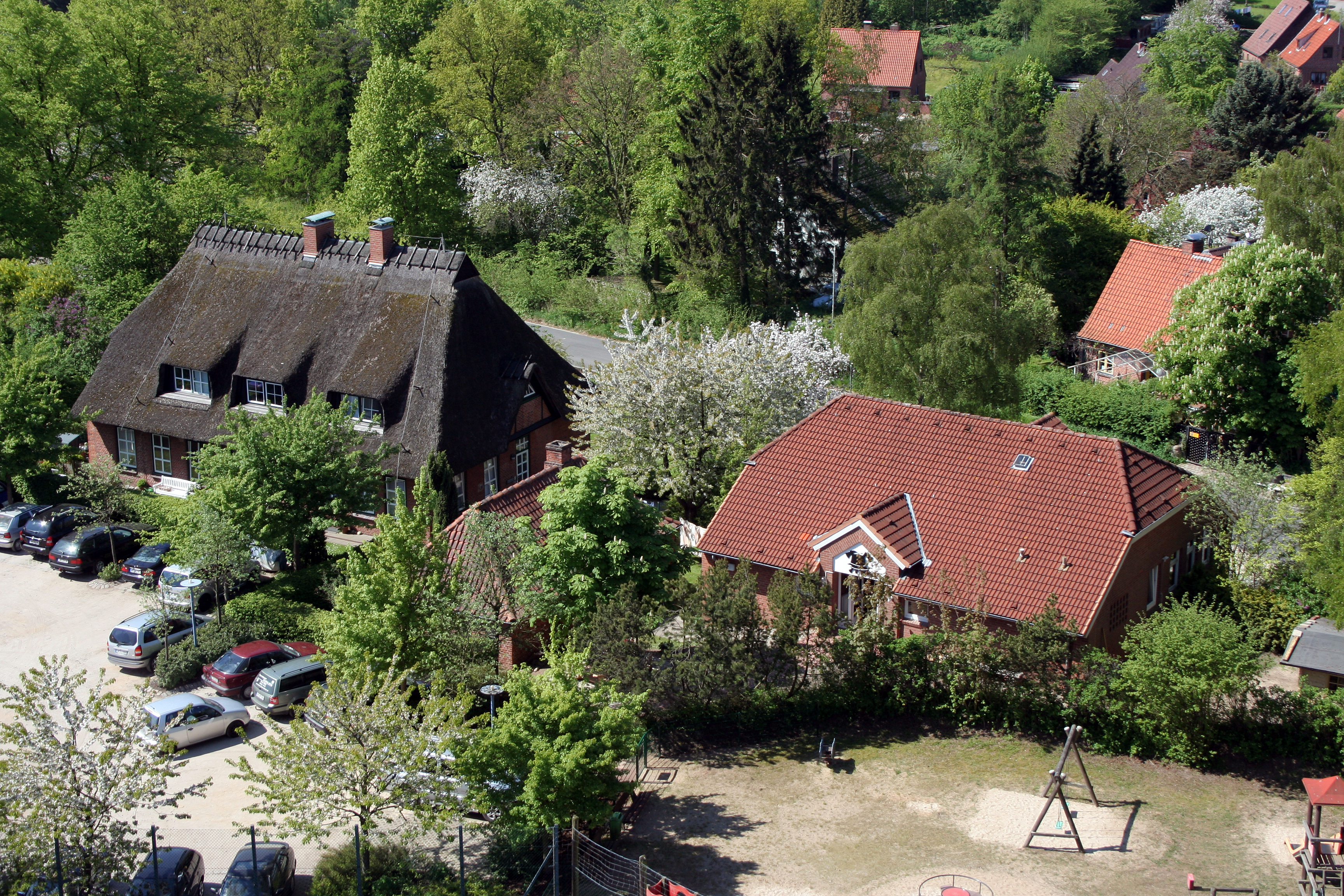
Die ehemalige Schule und das Feuerwehrhaus
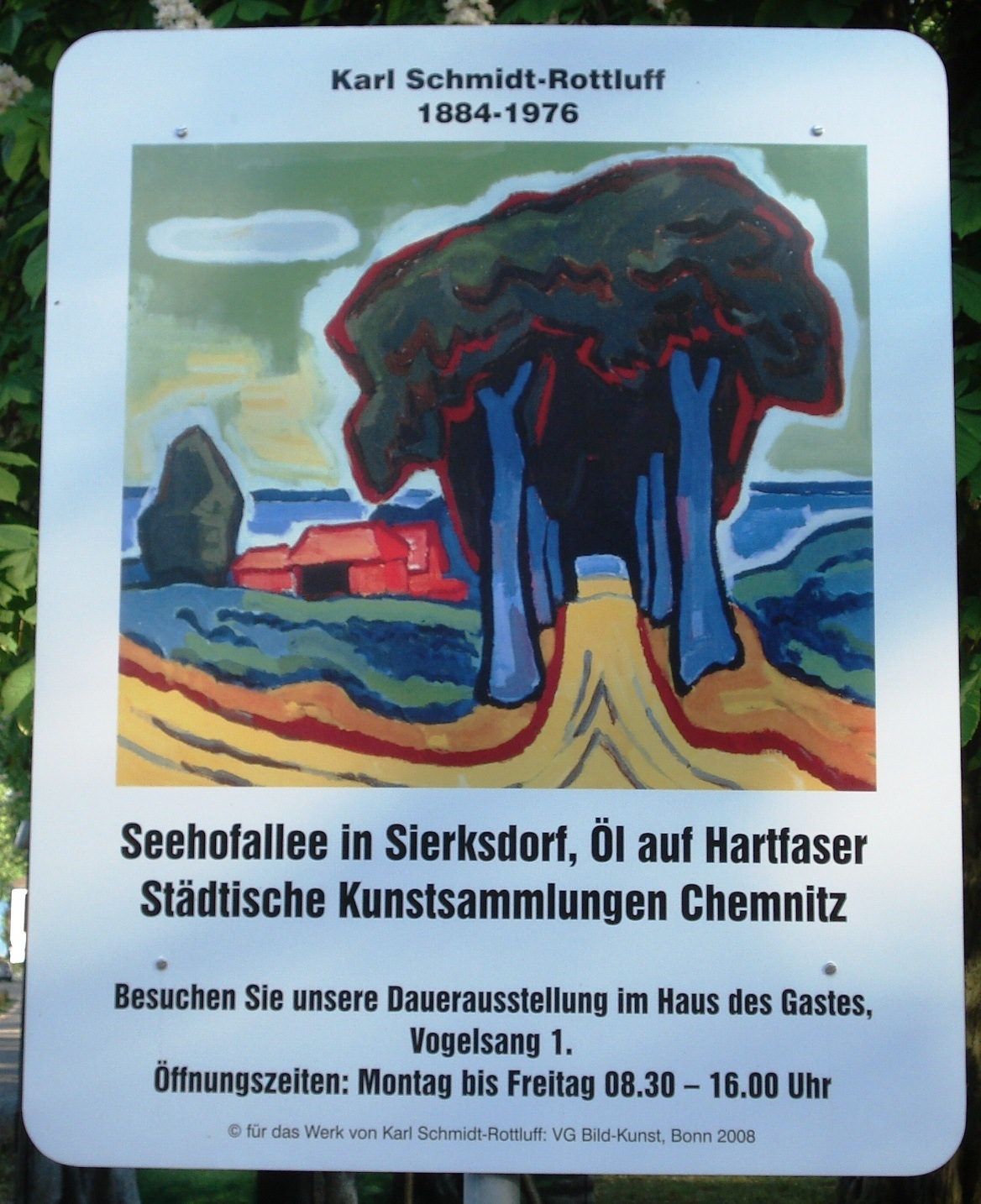
Das Bild „Seehofallee in Sierksdorf“ von Karl Schmidt-Rottluff auf der Informationstafel an der Schmidt-Rottluff-Allee
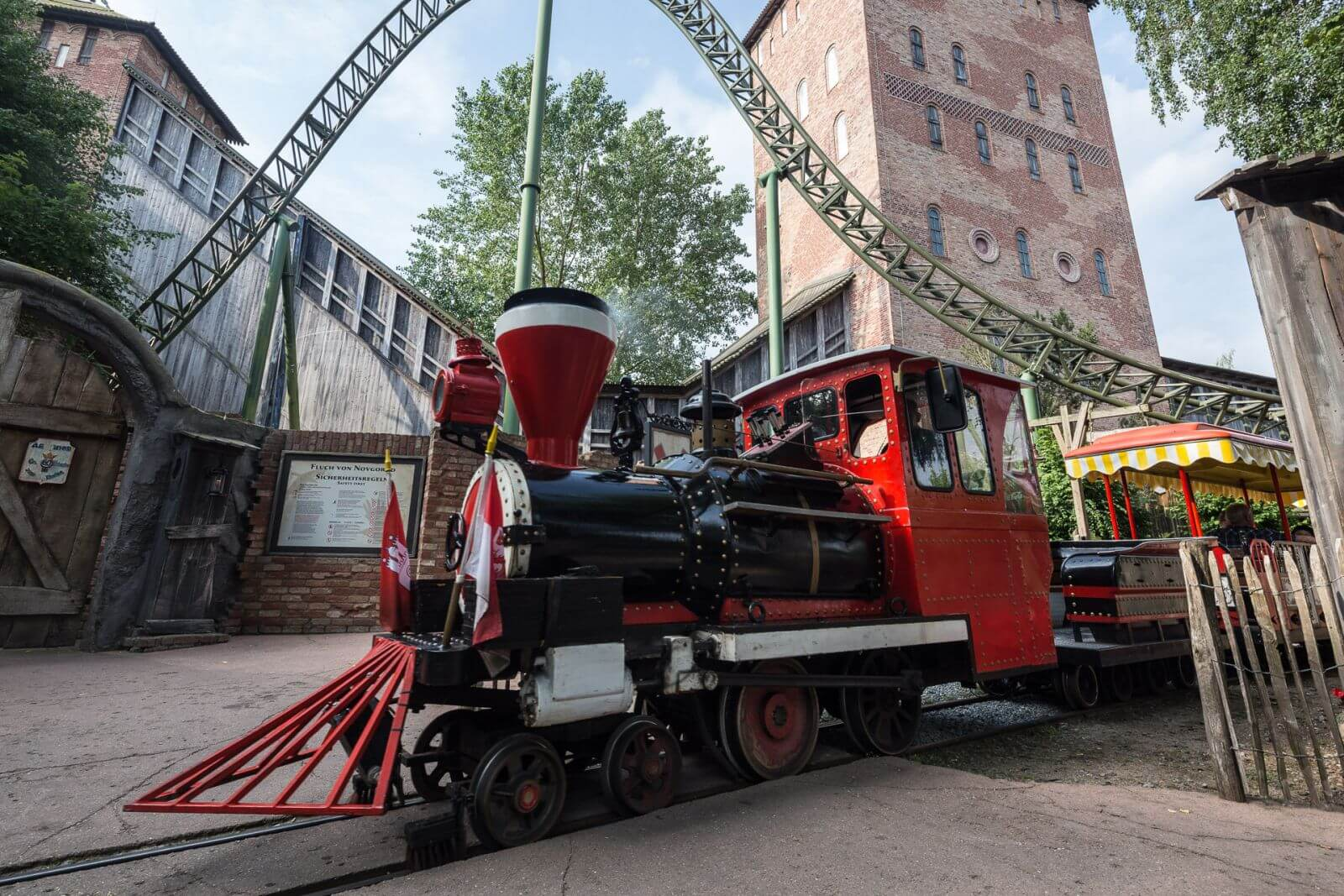
Im Hansa-Park
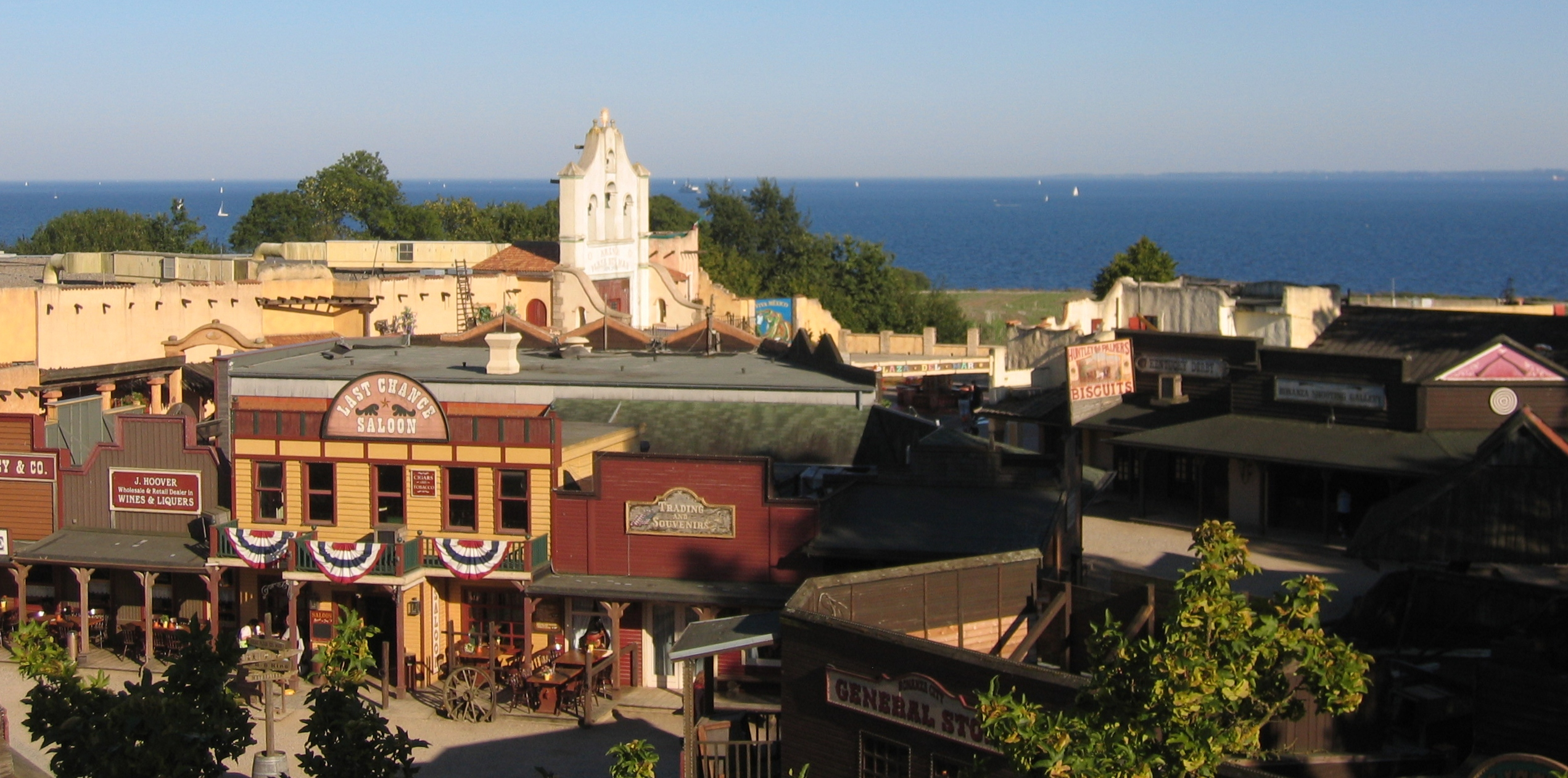
Der Hansa-Park von oben (Westernstadt und spanischer Themenbereich)

## Persönlichkeiten
- Paul Carrière (1887–1929), Musikpädagoge und Komponist, lebte ab 1920 in Stawedder
- Günter Machemehl (1911–1970), Kunstmaler und lebte ab 1946 in Sierksdorf
- Elke Wulk-Voltmer (1914–2006), Porträtmalerin
- Armin Mueller-Stahl (* 1930),  Schauspieler, Musiker, Maler und Schriftsteller, lebt etwa die Hälfte des Jahres in Sierksdorf[10]